# لوري غروين
لوري غروين (بالإنجليزية: Lori Gruen)‏ هي ناقدة أدبية وفيلسوفة أمريكية، ولدت في 30 أكتوبر 1962 في شيكاغو في الولايات المتحدة.

## وصلات خارجية
- الموقع الرسمي